# Chassieu
Chassieu település Franciaországban, Métropole de Lyon különleges státuszú nagyvárosban (métropole: nagyjából „megyei jogú város”). Lakosainak száma 11 214 fő (2022. január 1.). Chassieu Décines-Charpieu, Saint-Priest, Bron, Genas és Meyzieu községekkel határos.

## Népesség
A település népességének változása:
| Lakosok száma | 9837 | 10 121 | 10 437 | 10 359 | 10 498 | 10 638 | 10 844 | 11 092 | 11 214 |
|               | 2013 | 2015   | 2016   | 2017   | 2018   | 2019   | 2020   | 2021   | 2022   |